# مرد پنجم
مرد پنجم فیلمی به کارگردانی سیدمحسن شهابی و نویسندگی کیانوش عیاری، رهبر قنبری تولید سال ۱۳۷۳ است.

## بازیگران
- فریبرز سمندرپور
- علی طالب لو
- منوچهر لاریجانی
- رضا فیاضی
- فریبرز عرب نیا
- فیروز
- حسین کاتبی
- عبداله فرامرزپور
- حبیب اله حداد
- علی نظری
- حمید صفایی
- غلامحسین بارونی
- صادق حدادی
- عرش پورزارعی
- بهروز پیروزیان